# Samuel B. Maxey

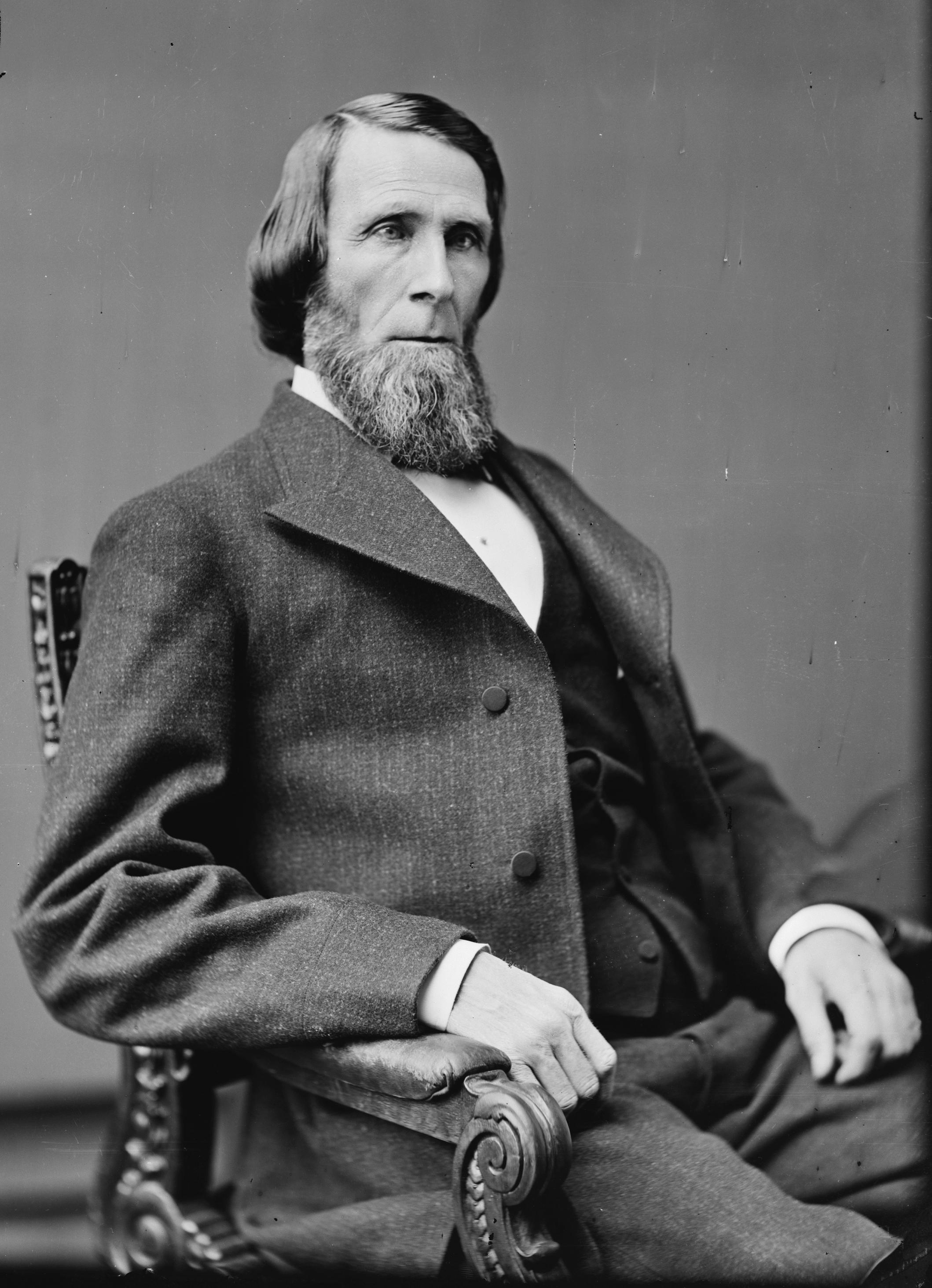
Samuel B. Maxey

Samuel Bell Maxey (* 30. März 1825 in Tompkinsville, Monroe County, Kentucky; † 16. August 1895 in Eureka Springs, Arkansas) war ein US-amerikanischer Politiker (Demokratische Partei), der den Bundesstaat Texas im US-Senat vertrat. Während des Bürgerkrieges war er Generalmajor im konföderierten Heer.

## Frühe Jahre als Soldat und Jurist
Samuel Maxey war der Sohn des Anwalts Rice Maxey. 1834 zog seine Familie innerhalb von Kentucky nach Albany um, wo der Vater einen Posten als County Clerk im Clinton County übernahm. Der junge Maxey wurde 1842 an der US-Militärakademie in West Point, New York, angenommen. Zwar zählte er dort zu den schwächeren Mitgliedern seines Jahrgangs, doch es gelang ihm trotzdem, 1846 seinen Abschluss zu machen, woraufhin er als Leutnant in das US-Heer übernommen wurde.
Während des Mexikanisch-Amerikanischen Krieges gehörte Maxey zum 7. US-Infanterie-Regiment, das in Monterrey eingesetzt war. Er wurde für seinen Einsatz in der Schlachten von Cerro Gordo und Contreras im Sommer 1847 lobend hervorgehoben. Ferner nahm er an den Schlachten von Churubusco und Molino del Rey teil. Nach einer Beförderung wurde ihm das Kommando über eine Militärpolizeieinheit in Mexiko-Stadt übertragen.
Im Juni 1848 wurde Maxey nach Missouri versetzt; im folgenden Jahr nahm er seinen Abschied aus dem Heer. Er kehrte nach Albany zurück und ließ sich von seinem Vater in den Rechtswissenschaften ausbilden; nachdem er 1851 in die Anwaltskammer aufgenommen worden war, betrieben beide eine gemeinsame Kanzlei. Mit seinen Eltern sowie seiner Frau Marilda, die er 1853 geheiratet hatte, zog Maxey im Oktober 1857 auf eine kleine Farm südlich von Paris, Texas. Auch hier arbeiteten Vater und Sohn weiterhin als Anwälte.

## Im Bürgerkrieg
1858 wurde Maxey zum Bezirksstaatsanwalt des Lamar County gewählt. Im Vorfeld des Bürgerkrieges nahm er 1861 am Sezessionskonvent seines Staates teil; im selben Jahr wurde er in den Senat von Texas gewählt. Allerdings nahm er sein Mandat niemals wahr, weil er es vorzog, als Soldat im konföderierten Heer zu kämpfen. Rice Maxey rückte für seinen Sohn in den Senat nach.
Samuel Maxey erhielt im September 1861 die Erlaubnis der konföderierten Regierung, ein Regiment aufzustellen, das er im Rang eines Obersten führen sollte. Bis Dezember rekrutierte er 1120 Soldaten, die in der Folge das 9. Texas Infanterie-Regiment bildeten. Maxey führte seine Männer von Bonham nach Memphis, Tennessee, wo er General Albert Sidney Johnston unterstellt wurde. Schon bald wurde er aber von seinem Regiment getrennt und in Chattanooga für den Brückenbau eingesetzt. Im März 1862 erfolgte seine Beförderung zum Brigadegeneral. Während dieser Zeit nahm er nur an wenigen Einsätzen teil, darunter war die Belagerung von Port Hudson im Sommer 1863.
Im Dezember desselben Jahres wurde Maxey das Kommando über das Indianer-Territorium übertragen. Es gelang ihm, immer wieder erfolgreiche Raubzüge durchzuführen und Nachschublieferungen aufzuhalten, wodurch es dem Unionsheer nicht möglich war, Texas zu erobern; für diese Erfolge wurde Maxey schließlich zum Generalmajor befördert. Im Februar 1865 wurde er nach Houston versetzt, um das Kommando über eine Division zu übernehmen; als Befehlshaber des Indianer-Territoriums folgte ihm General Stand Watie. Allerdings hatte Maxey mit seinem neuen Auftrag kein Glück: Viele Soldaten desertierten; ihm selbst gelang es nicht mehr, Nachschub und Ausrüstung zu organisieren. Frustriert nahm er am 22. Mai 1865 seinen Abschied. Er kehrte nach Paris zurück, wo er offiziell gegenüber Unionsgeneral Edward Canby kapitulierte. Obwohl er damit ein Kriegsgefangener war, durfte er auf Ehrenwort auf freiem Fuß bleiben.

## Politische Laufbahn

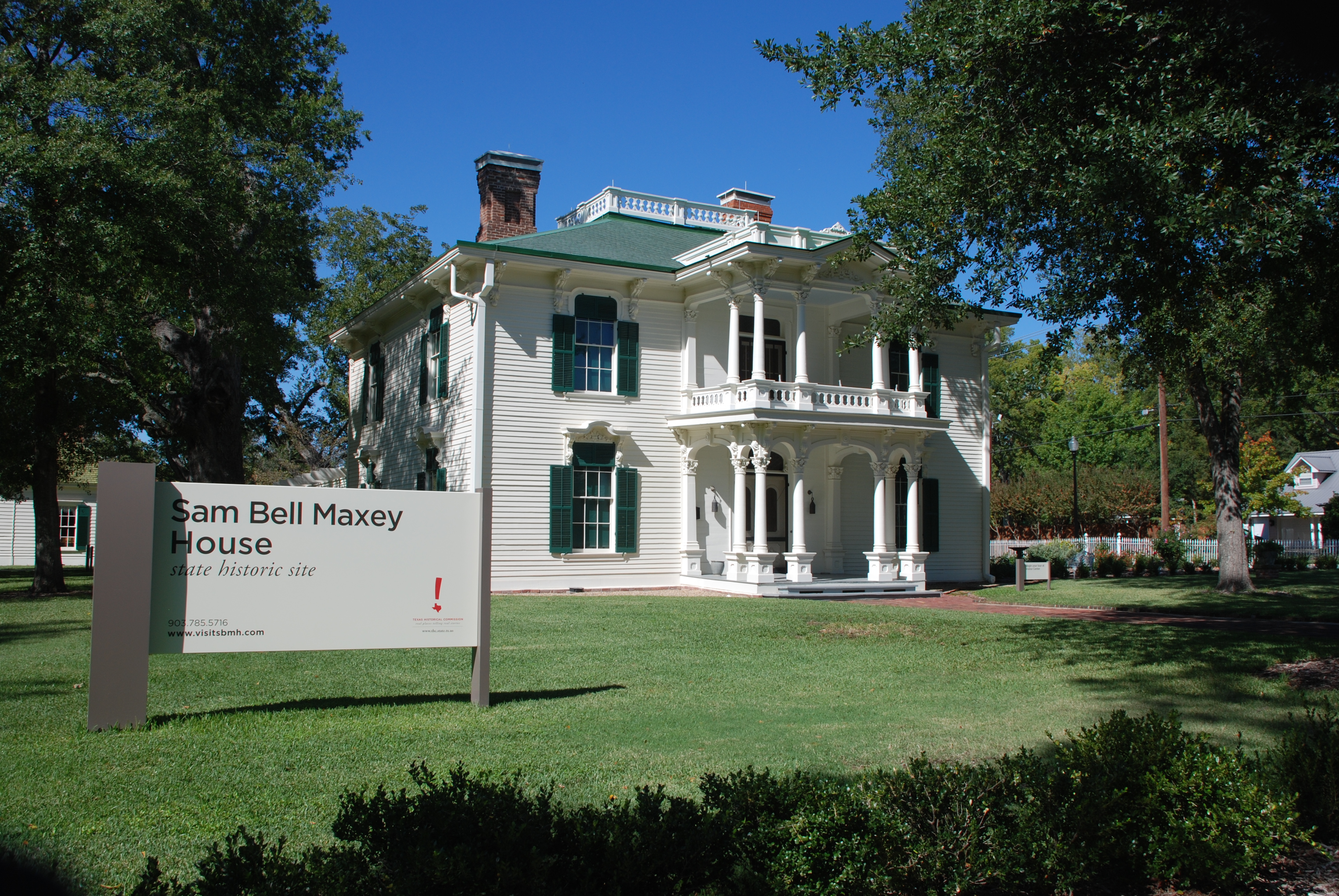
Das Haus von S.B. Maxey in Paris (Texas)

Als ehemals führender Offizier der Konföderierten durfte Maxey zunächst weder ein politisches Amt übernehmen noch als Jurist praktizieren. Im Oktober 1865 unternahm er erste Versuche, eine Begnadigung durch US-Präsident Andrew Johnson zu erreichen, was schließlich am 20. Juli 1867 von Erfolg gekrönt war. Eine Rolle spielte dabei der persönliche Einsatz von General Ulysses S. Grant: Der spätere Präsident hatte in West Point demselben Jahrgang wie Maxey angehört. Dieser arbeitete nun wieder als Anwalt in Paris.
1872 bewarb Maxey sich im zweiten Kongresswahlbezirk von Texas um die demokratische Nominierung für die Wahl zum Repräsentantenhaus der Vereinigten Staaten; er unterlag jedoch in der Primary seiner Partei William P. McLean. Im folgenden Jahr bot Gouverneur Edmund J. Davis ihm die Ernennung zum Richter am Bezirksgericht von Texas an, doch er lehnte mit der Erklärung ab, dass er vorher schon als Anwalt vor diesem Gerichtshof Fälle verhandelt habe.
Schließlich wurde er im Januar 1875 von der Texas Legislature zum Nachfolger des nicht mehr kandidierenden Republikaners James W. Flanagan im US-Senat gewählt. Er nahm sein Mandat in Washington, D.C. nach einer Wiederwahl vom 4. März 1875 bis zum 3. März 1887 wahr. Als Senator galt sein Augenmerk Fragen der Postversorgung und der Eisenbahnverbindungen in seinem Heimatstaat; auf nationaler Ebene hielt er sich mit Aktivitäten zurück. Dies war auch ein Grund, dass sich keine dritte Legislaturperiode anschloss; an seiner Stelle wählte das Parlament von Texas John Henninger Reagan zum neuen Senator.
In der Folge arbeitete Samuel Maxey wieder als Anwalt in Paris, ehe er 1892 in den Ruhestand ging. Er starb 1895 in Eureka Springs (Arkansas), wo er sich zur Behandlung einer Darmerkrankung aufhielt. Wie seine Frau Marilda ist er auf dem Evergreen Cemetery in Paris beerdigt. Das von ihm dort 1867 errichtete Stadthaus ist heute eine historische Sehenswürdigkeit.